# Little Weighton
Little Weighton – wieś w Anglii, w hrabstwie East Riding of Yorkshire. Leży 13 km na północny zachód od miasta Hull i 255 km na północ od Londynu.